# 라자레스쿠씨의 죽음
《라자레스쿠씨의 죽음》(Moartea Domnului Lazarescu, The Death Of Mr. Lazarescu)은 루마니아에서 제작된 크리스티 푸이유 감독의 2005년 드라마, 코미디 영화이다. 이온 피스쿠테아누 등이 주연으로 출연하였다.
이 영화는 뉴욕타임즈에 의해 2017년 "21세기 최고의 영화" 중 5위에 선정되었다.

## 출연

### 주연
- 이온 피스쿠테아누

### 조연
- 도루 아나
- 모니카 바라듀너
- 앨리너 베르준테아누
- 미미 브래네스쿠
- 드라고스 부쿠르
- 댄 치리악
- 로라 크렛
- 보그단 두미트라체
- 루미니타 게오주
- 룰리아 라저
- 가브리엘 스파히우
- 애드리언 티티에니
- 클라라 보다
- 플로린 잠피레스쿠

## 기타
- 배역: 아나 스젤